# Jihlávka (Fluss)
Die Jihlávka (deutsch Kleine Igel) ist ein rechter Nebenfluss der Jihlava in Tschechien.

## Geographie
Die Jihlávka entspringt anderthalb Kilometer nordöstlich von Pavlov am südlichen Fuße des Kamenny kopec (650 m) in der Böhmisch-Mährischen Höhe. An ihren Lauf nach Norden liegen Zhořec, Stonařov, Prostředkovice, Suchá, Beranovec, Loučky, Vílanec, Čížov, Rančířov, Domky und Sasov. Hiernach fließt die Jihlávka östlich der Altstadt von Jihlava vorbei und mündet nach 23,8 km am Fuße des Kalvarienberges in die Jihlava. Ihr Einzugsgebiet umfasst 106,4 km².
In Jihlava erstreckt sich am rechten Ufer des Flusses der Zoologische Garten.

## Zuflüsse
- Otínský potok (l), oberhalb Stonařov
- Farský potok (l), Stonařov
- Sokolíčko (r), oberhalb Beranovec
- Lovecký potok (l), oberhalb Beranovec
- Loučský potok (l), unterhalb Beranovec
- Popický potok (l), bei Cerekvička
- Rosický potok (r), bei Cerekvička
- Čížovský potok (r), Čížov
- Okrouhlík (l), Rančířov
- Koželužský potok (l), Jihlava